# Ojczyźniana Partia Ludowa
Ojczyźniana Partia Ludowa (lit. Tėvynės liaudies partija, TLP) – litewska prawicowa partia polityczna, działająca w latach 1999–2001.
Ugrupowanie powstało w październiku 1999 w wyniku rozłamu w konserwatywnym Związku Ojczyzny. Przystąpiło do niego m.in. dwóch posłów na Sejm kadencji 1996–2000 i jednocześnie sygnatariuszy aktu niepodległości – Laima Andrikienė (która została przewodniczącą nowej formacji) i Vidmantas Žiemelis. W wyborach w 2000 ludowcy wystawili wyłącznie kandydatów w okręgach jednomandatowych, z których żaden nie wszedł do parlamentu. W odbywających się w tym samym roku wyborach samorządowych TLP wprowadziła z własnych list tylko jednego radnego w rejonie oniksztyńskim.
W październiku 2001 partia połączyła się z trzema innymi małymi pozaparlamentarnymi ugrupowaniami, w tym Litewską Partią Demokratyczną, tworząc Litewski Związek Prawicy, który po dwóch latach działalności wszedł w skład Związku Ojczyzny.